# ای‌تی ۴
ای‌تی ۴ (به انگلیسی: AT4) یک جنگ‌افزار ۸۴میلی‌متری بی‌خانِ بی‌لنگرِ تک‌تیرِ قابل حمل غیر هدایت‌شوندهٔ ساخت ساب بوفورس دینامیکس سوئد می‌باشد. ای‌تی ۴ یکی از محبوب‌ترین و شناخته‌شده‌ترین جنگ‌افزارهای ضد تانک قابل حمل جهان می‌باشد.
ای‌تی ۴ حاصل تکمیل جنگ‌افزار ضد تانک مینیمان در اواخر دههٔ ۱۹۶۰ میلادی در کارلشتهٔ سوئد می‌باشد.

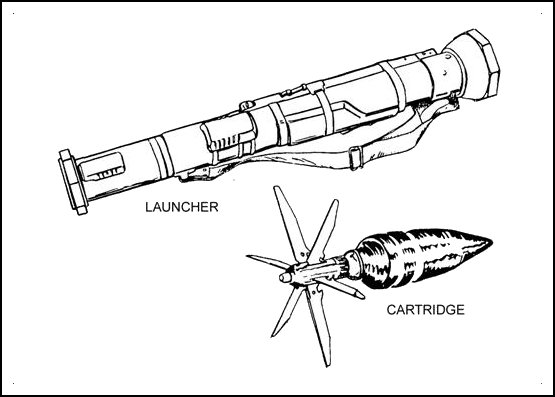
ای‌تی چهار به همراه موشکش

## به‌کاربرندگان
حماس 
- آرژانتین: تفنگ‌داران دریایی آرژانتین.[۶]
- برزیل[۷]
- کرواسی[۷]
- دانمارک: Designated PVV M/95 (Panserværnsvåben Model 1995).[۸]: 93
- استونی[۹]
- فرانسه: Designated ABL (Anti Blindé Léger) نیروی زمینی فرانسه.[۱۰]
- گرجستان[۷]
- عراق:نیروی نظامی عراق از سوی ارتش آمریکا بدین جنگ‌افزار مجهز شده‌است..[۱۱]
- جمهوری ایرلند: به نام SRAAW (Short Range Anti Armour Weapon) توسط نیروهای دفاعی ایرلند.[۸]: 139
- قزاقستان[۷]
- قرقیزستان[۷]
- لتونی[۱۲]
- لبنان: پیرامون هزار قبضه خریداری شده‌است.[۱۳]
- لیتوانی: نیروهای مسلح لیتوانی.[۱۴]
- هلند[۱۵] (جایگزین Pzf-3)
- لهستان[۱۶]
- سوئد: Designated Pansarskott m86.[۷]
- تایوان[۷]
- اوکراین[۷]
- بریتانیا:تعداد کمی خریداری شده‌است.[۳]
- ایالات متحده آمریکا: Designated M136 AT4 in از ۱۹۸۷ در خدمت تفنگداران دریایی ایالات متحده آمریکا و نیروی زمینی ایالات متحده آمریکا بوده‌است.[۱۷] The AT4 was used in the از این جنگ‌افزار در حمله ایالات متحده به پاناما، جنگ افغانستان، جنگ خلیج فارس و جنگ عراق استفاده شده‌است.[۱] بیش از ۳۰۰هزار عدد از آن در داخل آمریکا تولید شده‌است.[۳]
- ازبکستان[۷]
- ونزوئلا: از ۱۹۸۰ در زرادخانه‌های این کشور است.[۷][۱۸]